# Combats de la forêt de la Hardt
Seconde Guerre mondiale
Batailles
Front d'Europe de l'Ouest
- Campagnes du Danemark et de Norvège
- Bataille de France
- Bataille de Belgique
- Bataille des Pays-Bas
- Bataille d'Angleterre
- Blitz
- Opération Myrmidon
- Opération Ambassador
- Raid de Dieppe
- Sabordage de la flotte française à Toulon
- Bataille aérienne de Berlin
- Bataille de Normandie
- Débarquement de Provence
- Libération de la France
- Campagne de la ligne Siegfried
- Bataille du Benelux
- Poche de Breskens
- Bataille des Vosges (Bruyères)
- Bataille des Ardennes
- Bataille de Saint-Vith
- Siège de Bastogne
- Opération Bodenplatte
- Opération Nordwind
- Campagne de Lorraine
- Bataille d'Alsace (Forêt de la Hardt, Poche de Colmar Jebsheim)
- Campagne d'Allemagne
- Raid de Granville
- Libération d'Arnhem
- Bataille de Groningue
- Insurrection géorgienne du Texel
- Bataille de Slivice
- Capitulation allemande

Front d’Europe de l’Est

Campagnes d'Afrique, du Moyen-Orient et de Méditerranée

Bataille de l’Atlantique

Guerre du Pacifique

Guerre sino-japonaise

Théâtre américain
Les combats dans la forêt de la Hardt (ou Harth) ont lieu du 28 novembre au 4 décembre 1944, pendant la bataille d'Alsace, entre les forces françaises et allemandes.
Les opérations sont déclenchées durant la progression du 1er Corps d'armée du général Béthouart vers Colmar, après la libération de Mulhouse. Rencontrant une âpre résistance, les troupes françaises sont toutefois contenues, au terme de six jours de violents combats, au sud du canal de Huningue, qui devient la limite sud de la poche de Colmar jusqu'à sa réduction le 9 février 1945.
Les combats de la forêt de la Hardt figurent parmi les épisodes les plus meurtriers de la bataille d'Alsace.

## Contexte
Dernière phase de la libération de la France, l'offensive en Alsace est lancée le 19 novembre 1944 par la 1re Armée française. Tandis que le général Leclerc (2e Division Blindée) fait route vers Strasbourg par le nord-ouest, le général Béthouart (1er Corps d'Armée) est chargé de diriger l'offensive au sud depuis la trouée de Belfort. Mulhouse est ainsi libérée le 21 novembre. Les Allemands organisent cependant une ligne défensive au nord de la ville, afin de bloquer la progression française vers Ensisheim et Colmar. La bataille de la Hardt est donc déclenchée le 28 novembre 1944 pour tenter de contourner le dispositif allemand et, également, de prendre le pont de Chalampé sur le Rhin, unique voie d'approvisionnement de l'armée allemande.

## Forces en présence
Les forces françaises sont composées du 1er Régiment de Tirailleurs Marocains (4e Division Marocaine de Montagne), du 6e, 21e et 23e Régiment d'Infanterie Coloniale (9e Division d'Infanterie Coloniale), du 5e et 9e Régiments de Chasseurs d'Afrique (1re Division Blindée), du Régiment Colonial de Chasseurs de Chars (1re Division Blindée) du 1er Bataillon de Zouaves Portés (1re Division Blindée), du 68e Bataillon d'Artillerie Divisionnaire et du 88e Bataillon du Génie.
Ils font face à la 19e Armée allemande, notamment au 654. schwere Panzerjäger-Abteilung équipé de chasseurs de chars lourds Jagdpanther appuyés par des Flakpanzer IV "Wirbelwind", véhicule blindé antiaérien ici employé pour sécuriser les layons contre les infiltrations ennemies. Ils sont soutenus par la 189. Infanterie-Division. Les soldats sont galvanisés par leurs chefs : il s'agit de défendre le sol impérial, l'Alsace ayant été annexée et rattachée au Reich en 1940.

## Déroulement des combats
Le 28 novembre, les Français installent une tête de pont au pont du Bouc, sur le canal de Huningue, puis lancent des reconnaissances en direction du carrefour de Grünhütte, trouvé occupé, et de l'écluse de Hombourg, dont les Allemands font sauter le pont.
Le général Wiese, commandant de la 19e Armée allemande, craint que les Français ne s'emparent du pont de Chalampé, ce qui constituerait une grave menace pour le ravitaillement de ses unités et leur repli éventuel en Allemagne. Il ordonne donc une contre-attaque dans la nuit du 28 au 29 novembre qui repousse les Français au sud du canal.
Dans la matinée du 29, les tirailleurs marocains parviennent à réoccuper leurs positions sur le pont du Bouc et essuient plusieurs contre-attaques allemandes au cours de la journée et pendant la nuit.
Le 30, des fantassins appuyés par des Sherman du 5e Régiment de Chasseurs d'Afrique s'emparent du point 232 et du carrefour de Grünhütte, au nord du pont du Bouc, sur la route entre l'Île Napoléon et Chalampé. En fin de journée, la compagnie Puig du 1er Bataillon de Zouaves Portés progresse jusqu'aux lisières ouest de la forêt mais est repoussée par les Allemands. Le lendemain, l'opération est réitérée mais échoue à nouveau : les Allemands, ayant placé des chars ou des armes antichars dans chaque layon, défendent solidement leurs positions. Le 1er décembre, les tirailleurs marocains essayent en vain d'atteindre la maison forestière de Battenheim. Ordre est finalement donné « de se maintenir sur les positions acquises et de les consolider ». Les Allemands en profitent pour préparer une contre-attaque.
Celle-ci débute le 3 décembre à 5h00 par un pilonnage d'artillerie d'une demi-heure sur le point d'appui du pont du Bouc, qui est pris par les 1213e et 758e Régiments de Grenadiers allemands à 6h00 . À 8h00, une contre-attaque permet de reprendre position au niveau du pont. À 10h00, les positions de Grünhütte sont attaquées et le point 232 est encerclé : les Allemands, infiltrés derrière les lignes françaises, coupent toute possibilité de retraite vers le pont du Bouc. À 14h00, une opération est donc organisée pour dégager les éléments du point 232 et de Grünhütte, ce qui permet leur repli sur le pont du Bouc et la traversée du canal sur un pont de péniches M2 Treadway (le pont en pierre ayant été détruit durant les bombardements). À 23h10, les derniers chars français traversent le canal ; le pont de péniches est détruit par le Génie.

## Conséquences
La résistance acharnée de la 19e Armée allemande dans la forêt de la Hardt met un coup d'arrêt à la progression française dans le sud de l'Alsace, les Français étant contenus sur l'axe Rixheim-Île Napoléon et au sud du canal de Huningue. Au niveau stratégique, la résistance allemande et le ralentissement des opérations alliées donnent lieu à la formation de la poche de Colmar. La contre-offensive en Alsace et dans les Vosges déclenchée par les Allemands à partir du 31 décembre 1944 (opération Nordwind) accapare l'énergie des troupes alliées, qui ne débutent les opérations de réduction de la poche de Colmar que le 20 janvier 1945 ; la ville est finalement prise le 9 février. Les derniers foyers de résistance dans la forêt de la Hardt sont éliminés le même mois.
Le bilan humain est lourd : 1500 soldats allemands et 1300 soldats français perdent la vie durant ces six jours d'affrontement (avec, respectivement, 1000 et 400 tués pour la journée du 3 décembre).

## Dans la culture
Les combats de la forêt de la Hardt sont représentés dans une carte du jeu vidéo Forgotten Hope 2.